# Кармајклс (Пенсилванија)
Кармајклс (енгл. Carmichaels) град је у америчкој савезној држави Пенсилванија.

## Демографија
По попису из 2010. године број становника је 483, што је 73 (-13,1%) становника мање него 2000. године.
| Група             | 2000.       | 2010.       |
| Белци             | 545 (98,0%) | 467 (96,7%) |
| Афроамериканци    | 0 (0,0%)    | 4 (0,8%)    |
| Азијати           | 0 (0,0%)    | 0 (0,0%)    |
| Хиспаноамериканци | 1 (0,2%)    | 2 (0,4%)    |
| Укупно            | 556         | 483         |